# Czynność ubezpieczeniowa
Czynności ubezpieczeniowe – jedna z szeregu operacji związanych z prowadzeniem działalności przez zakłady ubezpieczeń. Czynności ubezpieczeniowe można podzielić na:
- związane z oferowaniem i udzielaniem ochrony na wypadek ryzyka wystąpienia skutków zdarzeń losowych, co wyczerpuje pojęcie sensu stricto czynności ubezpieczeniowych,
- pozostałe czynności wykonywane przez ubezpieczyciela.

Czynności wskazane w obu punktach tworzą zespół czynności ubezpieczeniowych sensu largo.

## Zakres czynności
Zakres czynności w ujęciu wąskim definiuje ustawa z dnia 11 września 2015 r. o działalności ubezpieczeniowej i reasekuracyjnej w art. 4. Najważniejsze z nich to:
- zawieranie umów ubezpieczenia, umów gwarancji ubezpieczeniowych lub zlecanie ich zawierania uprawnionym pośrednikom ubezpieczeniowym, a także wykonywanie tych umów,
- zawieranie umów reasekuracji lub zlecanie ich zawierania brokerom reasekuracyjnym, a także wykonywanie tych umów,
- składanie oświadczeń woli w sprawach roszczeń o odszkodowania lub inne świadczenia należne z tytułu umów ubezpieczenia, umów gwarancji ubezpieczeniowych, umów reasekuracji,
- ustalanie składek i prowizji należnych z tytułu zawierania umów ubezpieczenia, umów gwarancji ubezpieczeniowych, umów reasekuracji,
- ustalanie zabezpieczeń rzeczowych lub osobistych bezpośrednio związanych z umową ubezpieczenia,
- ocena ryzyka w ubezpieczeniach osobowych i ubezpieczeniach majątkowych oraz gwarancji ubezpieczeniowych,
- wypłacanie odszkodowań i innych świadczeń,
- ustalanie przyczyn i okoliczności zdarzeń losowych,
- ustalanie wysokości szkód oraz rozmiaru odszkodowań,
- ustalanie wartości przedmiotu ubezpieczenia,
- czynności prewencyjne,
- wykonywanie innych czynności określonych w przepisach innych ustaw.

W zakresie czynności pozostałych występują m.in.:
- negocjowanie treści umów ubezpieczenia (z wyjątkiem składek, zabezpieczeń lub prowizji), reasekuracji lub gwarancji ubezpieczeniowych,
- prowadzenie kampanii reklamowych,
- prowadzenie szkoleń pracowników i agentów ubezpieczeniowych.